# Operazione Sophia
EUNAVFOR Med - operazione Sophia (poi Irini), ufficialmente denominata European Union Naval Force in the South Central Mediterranean (in italiano: Forza navale dell'Unione europea nel Mediterraneo centrale), è stata la prima operazione militare di sicurezza marittima lanciata dall'Unione europea, che opera nel Mediterraneo centrale. Si è conclusa nel marzo 2020 e sostituita da EUNAVFOR Med - Operazione Irini.
L’operazione è stata avviata in conseguenza dei naufragi avvenuti nell'aprile 2015 che hanno coinvolto diverse imbarcazioni che trasportavano migranti e richiedenti asilo dalla Libia (vedi crisi europea dei migranti). Lo scopo dell'operazione era quello di neutralizzare le consolidate rotte della tratta dei migranti nel Mediterraneo. La missione Irini  è incaricata di svolgere ispezioni sulle imbarcazioni al largo delle coste libiche sospettate di trasportare armi.

## Operazione Sophia
Lo scopo di questa operazione, istituita il 18 maggio 2015 e lanciata dall'Europa nel giugno 2015 è quello di avviare sforzi sistematici per individuare, catturare e distruggere le navi ed attrezzature utilizzate o sospettate di essere utilizzate da contrabbandieri e trafficanti di migranti. La Commissione Juncker, in particolare l'Alto rappresentante dell'Unione per gli affari esteri e la politica di sicurezza, Federica Mogherini, ha giudicato questa operazione come un contributo fondamentale alla lotta contro l'instabilità nella regione mediterranea e come un modo per ridurre la perdita di vite umane in mare e aumentare la sicurezza dei cittadini europei.
Questa operazione è successiva all'operazione di ricerca e di soccorso Mare nostrum del governo italiano (2013) e all'operazione di controllo delle frontiere Triton (dal 1º febbraio 2018 Operazione Themis) dell'agenzia Frontex (2014). La sede operativa è situata a Roma.
L'EUNAVFOR Med consiste di tre fasi:
- la prima fase si concentra sulla sorveglianza e la valutazione delle reti di contrabbando e traffico di esseri umani nel Mediterraneo
- la seconda fase dell'operazione prevede la ricerca e, se necessario, diversione di navi sospette
- la terza fase consente lo smaltimento delle navi e delle relative attrezzature, preferibilmente prima dell'uso, e di fermare i trafficanti e contrabbandieri.

L'Unione europea ha stanziato un bilancio comune di 11 820 000 euro per un periodo di 12 mesi. Inoltre, le attività militari e il personale sono forniti dagli stati che contribuiscono all'operazione, con costi e spese per il personale stabiliti in base alla normale spesa nazionale.
Dal giugno 2016 l'ammiraglia Cavour è stata sostituita dalla Garibaldi, dopo che in precedenza la stessa unità navale aveva preso parte all'operazione dal 25 novembre 2015 al 18 gennaio 2016. Dal 6 aprile 2017, la Flagship dell'Operazione Sophia è diventata Nave San Giusto, una delle tre unità anfibie della Marina Militare Italiana.
La base aerea di Sigonella è l'aeroporto dell'Aeronautica Militare che fornisce il supporto aereo all'operazione Eunavformed e ospita assetti stranieri di Lussemburgo, Spagna e Polonia..
Il 21 dicembre 2018 il Consiglio d’Europa ha esteso il mandato dell’operazione fino al 31 marzo 2019.
Dopo varie proroghe della missione nel 2019, al termine del Consiglio Esteri Ue del 17 febbraio 2020, l’Alto rappresentante dell'Unione per gli affari esteri e la politica di sicurezza – Josep Borrell – ha annunciato: «l’operazione Sophia sarà chiusa alla scadenza del suo mandato, il 31 marzo». 

## Operazione Irini
Dal 1º aprile 2020, la stessa è stata sostituita dalla nuova missione EUNAVFOR Med - Operazione Irini nel mar libico, per l’attuazione dell’embargo ONU sulle forniture di armi alle fazioni libiche, e per la formazione e addestramento della Guardia costiera e della Marina militare libica. Il Quartier Generale dell’operazione si trova a Roma, presso l’aeroporto militare “Francesco Baracca”, mentre il comando in mare è affidato alternativamente all'Italia e alla Grecia.
Nel marzo 2021 il Consiglio dell'Unione europea ha prorogato prima la missione fino al 31 marzo 2023, e quindi fino al 31 marzo 2025.

## Unità coinvolte
All'inizio dell'operazione si disponeva di queste unità navali: la portaerei italiana Cavour, la nave idrografica inglese Enterprise e le unità tedesche Werra (nave ausiliaria) e la fregata Schleswig-Holstein. Poi se ne sono aggiunte altre. Ammiraglia prima la Cavour seguita dalla portaereomobili Garibaldi e infine dalla San Giusto.
Ammiraglie:

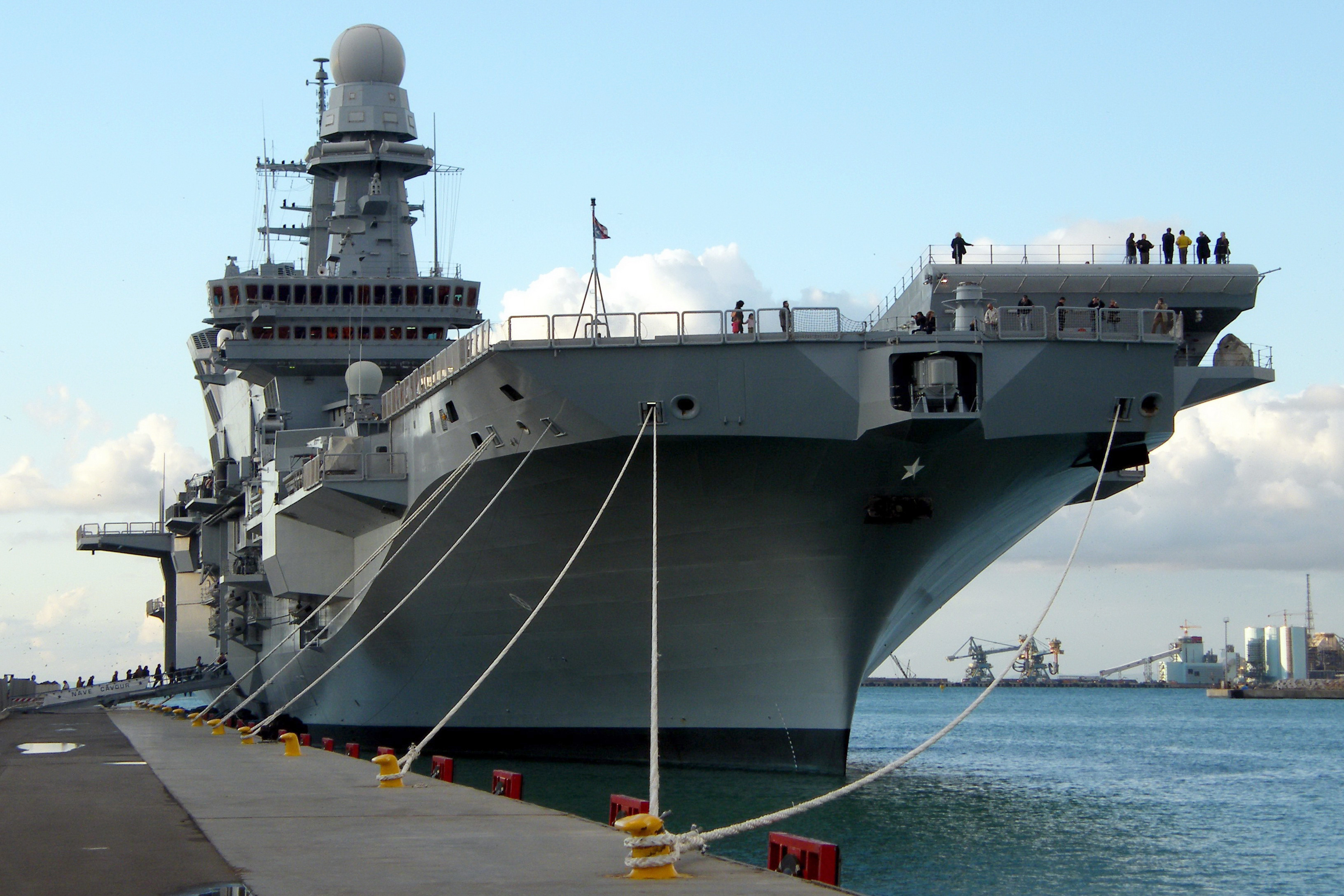
La nave ammiraglia della prima fase dell'operazione Sophia: la portaerei Cavour della Marina Militare Italiana

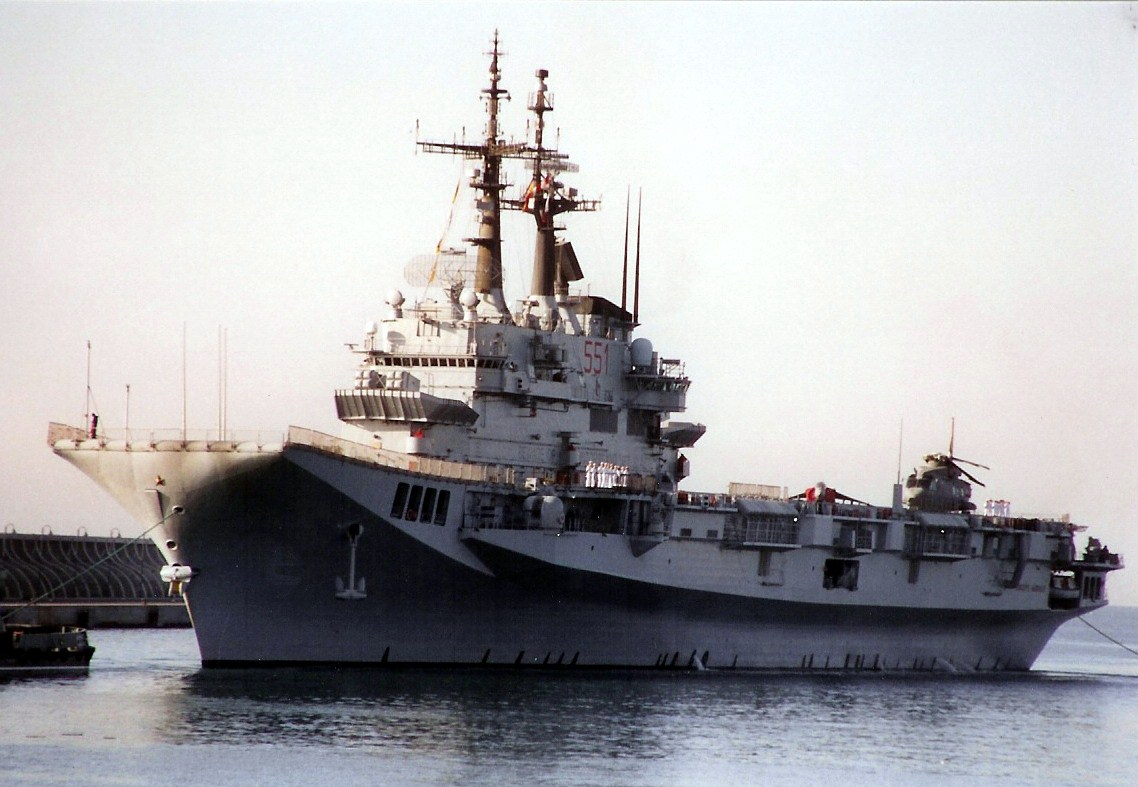
L'incrociatore portaeromobili Garibaldi della Marina Militare Italiana, nave ammiraglia della seconda fase dell'operazione EUNAVFOR Med - Sophia

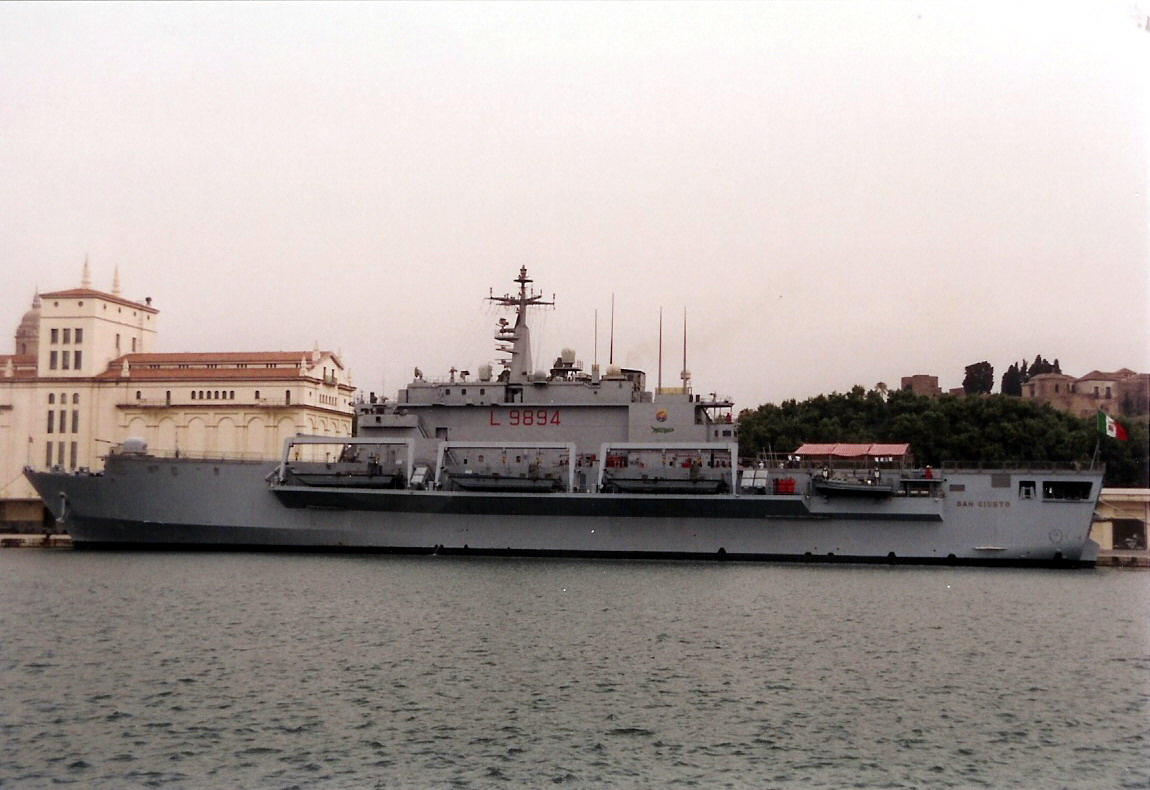
La nave ammiraglia della terza fase dell'operazione Sophia: la LPD San Giusto della Marina Militare Italiana

- Italia in comando alla missione: portaerei - Cavour (prima nave ammiraglia della missione)
- Italia in comando alla missione: portaerei - Giuseppe Garibaldi (seconda nave ammiraglia della missione)
- Italia in comando alla missione: nave d'assalto anfibio - San Giusto (terza nave ammiraglia della missione)

Flotta:
- Belgio: fregata classe Karel Doorman - Leopold I
- Belgio: fregata classe Karel Doorman - Louise-Marie
- Francia: corvetta di classe Gowind - L'Adroit
- Francia: fregata classe La Fayette - Aconit
- Francia: fregata classe La Fayette - Courbet
- Francia: aviso Classe d'Estienne d'Orves - Commandant Birot
- Francia: aviso Classe d'Estienne d'Orves - Commandant Blaison
- Francia: aviso Classe d'Estienne d'Orves - Commandant Bouan
- Francia: aviso Classe d'Estienne d'Orves - Commandant Ducuing
- Francia: aviso Classe d'Estienne d'Orves - Commandant L'Herminier
- Francia: aviso Classe d'Estienne d'Orves - Enseigne de vaisseau Jacoubet
- Francia: aviso Classe d'Estienne d'Orves - Premier-Maître L'Her
- Francia: aviso Classe d'Estienne d'Orves - Lieutenant de vaisseau Le Hénaff
- Germania: fregata Classe Bremen - Berlin
- Germania: fregata Classe Bremen - Berlin
- Germania: fregata Classe Brandenburg - Berlin
- Germania: fregata Classe Brandenburg - Berlin
- Germania: corvetta Classe Braunschweig - Berlin
- Germania: cacciamine classe Frankenthal - Datteln
- Germania: cacciamine classe Frankenthal - Weilheim
- Germania: nave ausiliaria di classe Elbe - Main
- Germania: nave ausiliaria di classe Elbe - Mosel
- Germania: nave ausiliaria di classe Elbe - Rhein
- Germania: nave ausiliaria di classe Elbe - Werra
- Germania: nave ausiliaria di classe Berlin - Berlin
- Germania: nave ausiliaria di classe Berlin - Frankfurt am Main
- Italia: nave d'Assalto anfibio Classe San Giorgio - San Giorgio
- Italia: nave d'assalto anfibio Classe San Giorgio - San Marco
- Italia: fregata Classe Maestrale - Zeffiro
- Italia: fregata multiruolo FREMM - Luigi Rizzo
- Italia: nave da rifirnimento - Etna
- Paesi Bassi: Landing Platform Dock - HNLMS Rotterdam
- Regno Unito: fregata classe Type 23 - HMS Richmond
- Regno Unito: cacciatorpediniere classe Type 45 - HMS Diamond
- Regno Unito: nave da ricerca di classe Echo - HMS Enterprise
- Regno Unito: nave da ricerca di classe Echo - HMS Echo
- Slovenia: pattugliatore di classe Svetlyak - SNS Triglav
- Spagna: fregata classe Santa María - Canarias
- Spagna: fregata classe Santa María - Navarra
- Spagna: fregata classe Santa María - Numancia
- Spagna: fregata classe Santa María - Reina Sofia
- Spagna: fregata classe Santa María - Santa Maria
- Spagna: fregata classe Santa María - Victoria
- Spagna: nave da rifirnimento - Cantabria
- Spagna: pattugliatore Classe Meteoro - Rayo